# Eudioctria sackeni
Eudioctria sackeni är en tvåvingeart som först beskrevs av Samuel Wendell Williston  1883.  Eudioctria sackeni ingår i släktet Eudioctria och familjen rovflugor. Inga underarter finns listade i Catalogue of Life.